# Sungai Kinabatangan
Der Kinabatangan ist der größte Fluss des malaysischen Bundesstaates Sabah auf Borneo. Er entspringt in der Landesmitte von Sabah und verläuft stark mäandrierend aus dem Hochland bis zur Mündung in die Sulusee. Der Kinabatangan mit seinen Quell- und Nebenflüssen entwässert ein Gebiet von 16.800 km² – etwa ein Viertel des Bundesstaates Sabah. Im Tiefland bildet der Kinabatangan ein etwa 4000 Quadratkilometer großes Überschwemmungsgebiet, von dem 26.000 Hektar als Sanktuari Hidupan Liar di Hilir Kinabatangan (engl. „Kinabatangan Wildlife Sanctuary“) unter Naturschutz stehen.

## Geologie

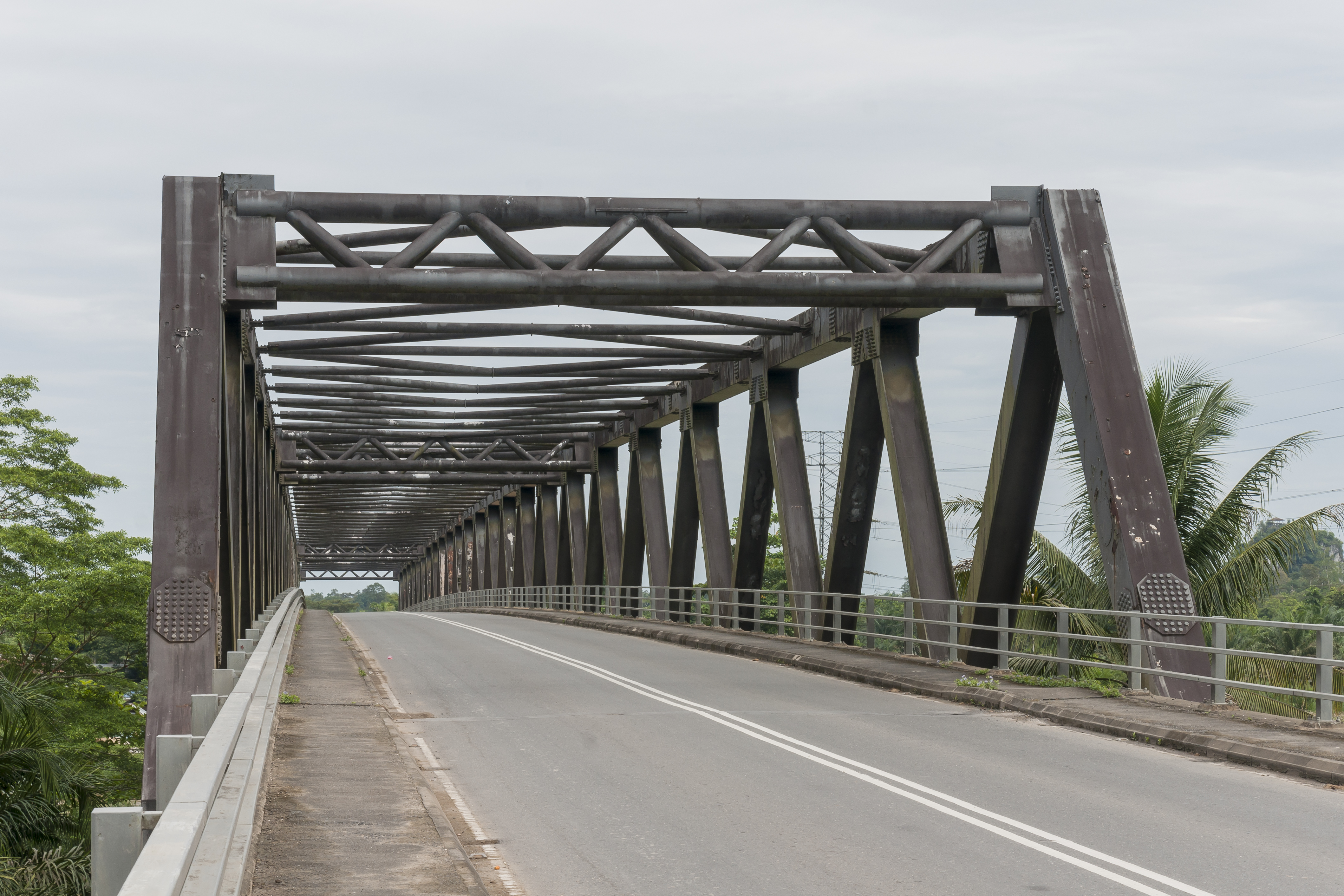
Brücke über den Kinabatangan bei Batu Tugul

Das Umfeld im Oberlauf des Flusses besteht aus Bergen und Gebirgsgipfeln mit Höhenlagen zwischen 500 und 1500 m. Im Einzugsgebiet finden sich hauptsächlich Schichten von Tonstein, Schluffen, Sandstein und Kalkstein. Der Sandstein und die Schluffe sind generell wenig verfestigt. Die Böden sind sandig bis lehmig und in den Bergen in dünnen Schichten fein- bis grobsandig.

## Flora und Fauna
Das Gebiet umfasst tropische Auwälder, Altarm-Seen, Sumpfgebiete und Mangrovenwälder und gilt als eine Region von besonders hoher Biodiversität. Hier leben unter anderem Borneo-Orang-Utans, Nasenaffen, Borneo-Zwergelefanten, Sunda-Nebelparder sowie zahlreiche Vogel-, Reptilien-, Amphibien- und Fischarten. Im Unterlauf kommt der endemische Borneo-Flusshai (Glyphis fowlerae) vor.
Durch die zunehmende Besiedelung der Flussufer gelten diese Lebensräume als bedroht.

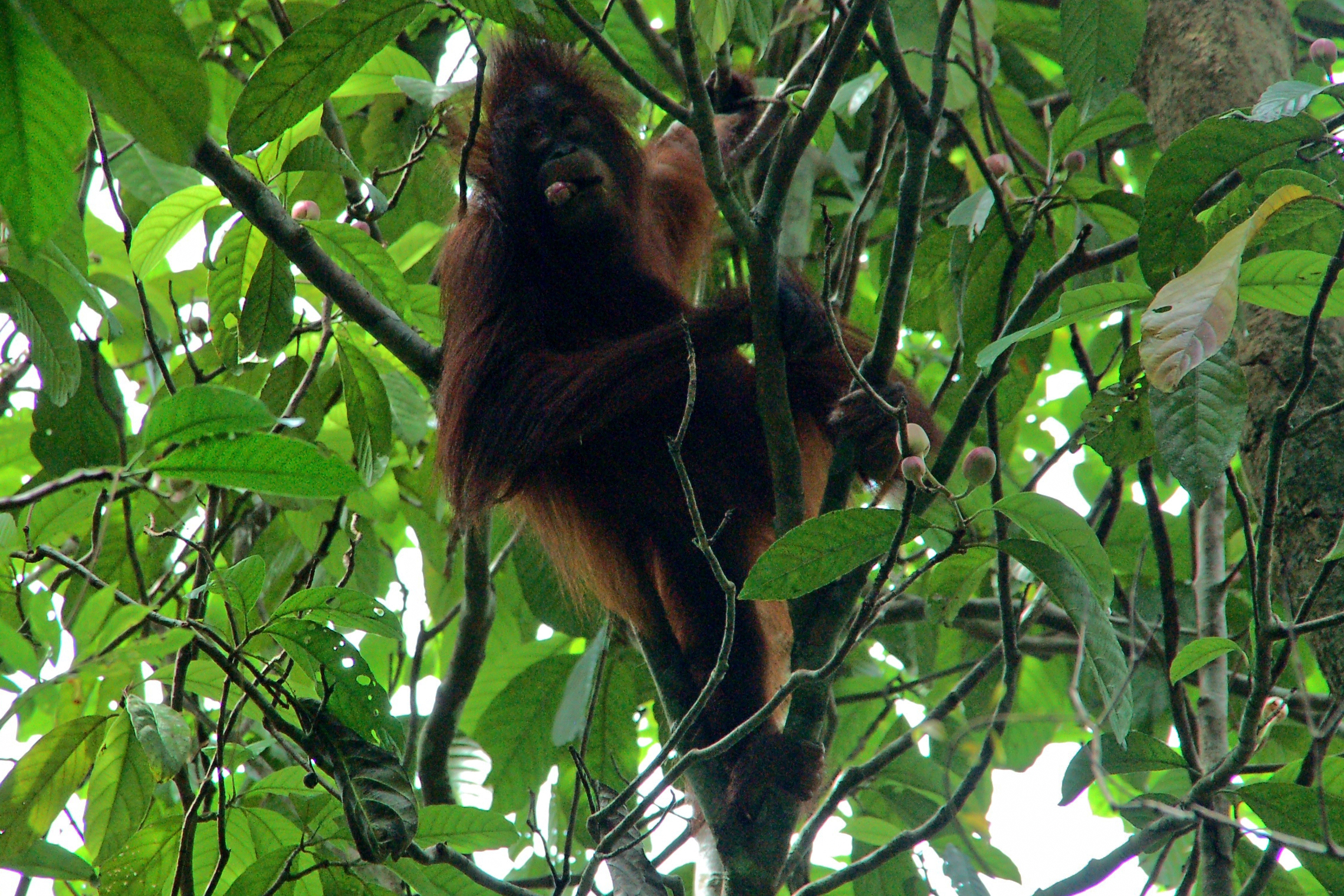
Orang Utan  am Kinabatangan
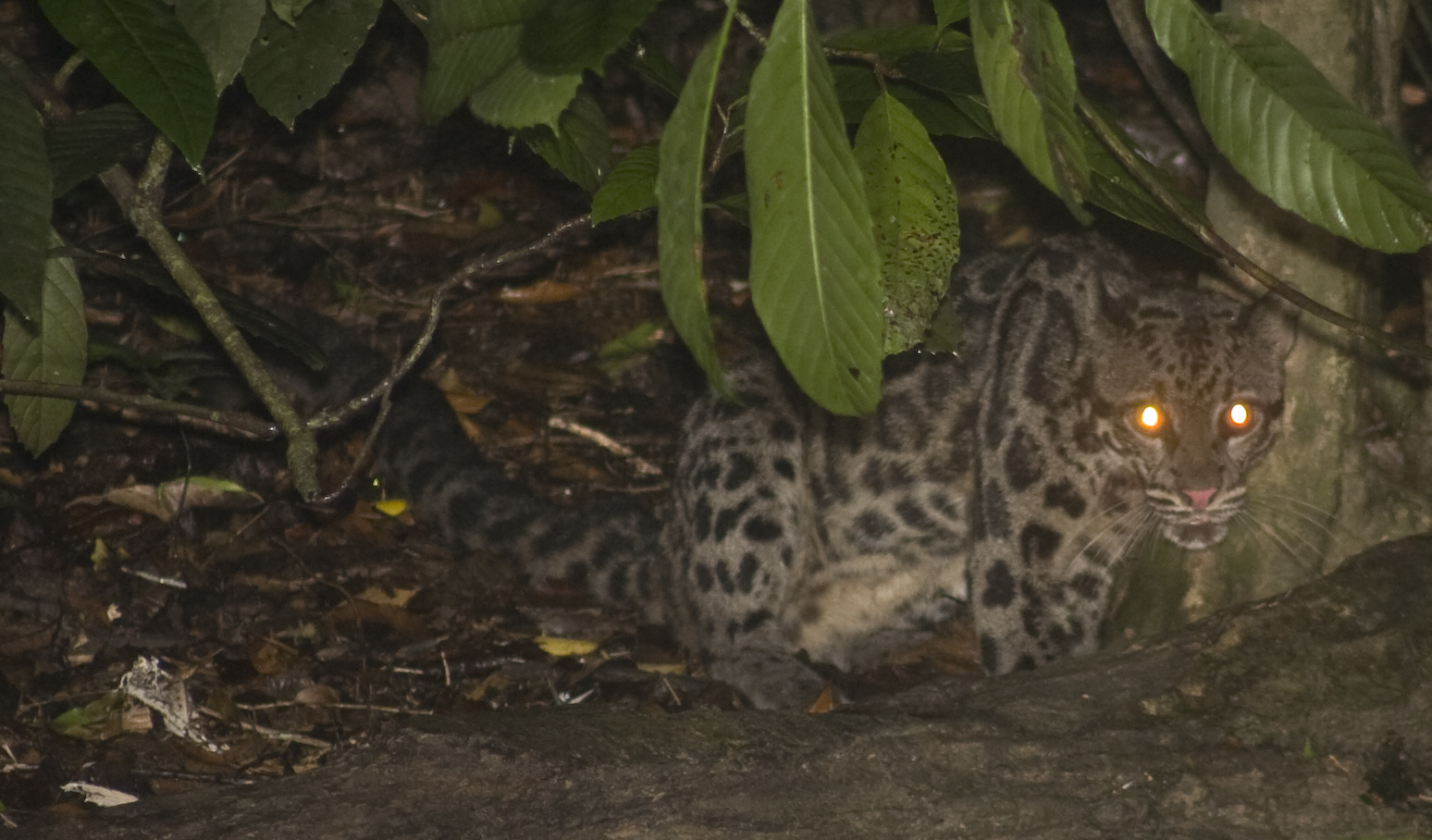
Sunda-Nebelparder am unteren Kinabatangan
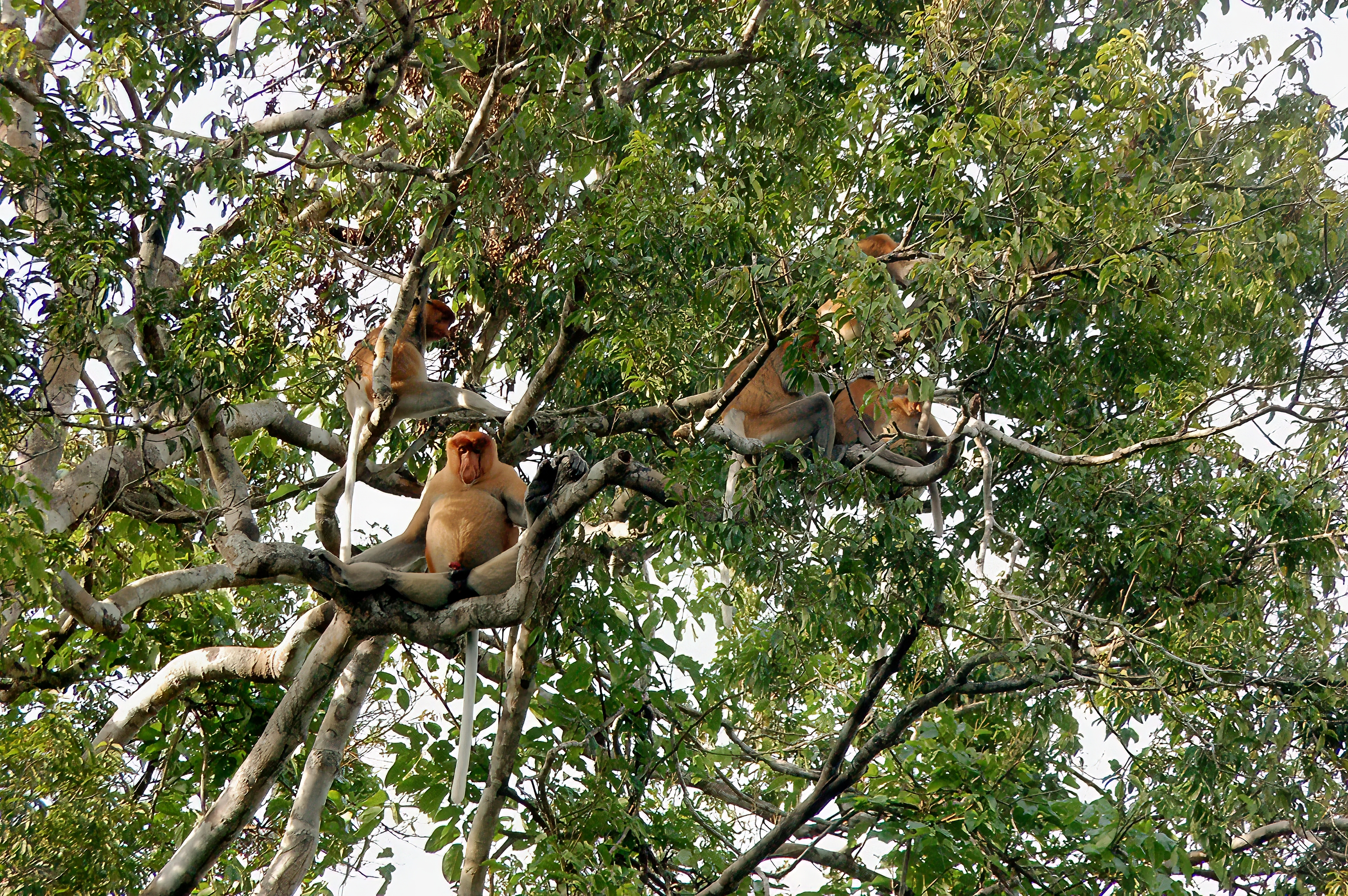
Nasenaffen am Kinabatangan